# یوزف آرکوش
یوزف آرکوش (لهستانی: Józef Arkusz؛ ۱۸ مارس ۱۹۲۱ – ۱۹ ژوئن ۱۹۹۵) یک تهیه‌کننده و کارگردان فیلم‌های آموزشی اهل لهستان بود.
طی جنگ جهانی دوم وی عضوی از ارتش میهنی بود و بعدها برندهٔ نشان افتخار تولد لهستان شد.